# Gosh It's... Bad Manners
Albums de Bad Manners
Loonee Tunes!
(1980) Forging Ahead
(1982)
Gosh It's... Bad Manners est le troisième album studio de Bad Manners, sorti en 1981. Il fut classé 18e, dans les UK Singles Chart.

## Liste des titres
| No  | Titre                        | Auteur            | Durée |
| --- | ---------------------------- | ----------------- | ----- |
| 1.  | Walking in the Sunshine      |                   | 3:29  |
| 2.  | Dansetta                     |                   | 3:19  |
| 3.  | Can Can (en)                 | Jacques Offenbach | 2:49  |
| 4.  | Weeping and Wailing          |                   | 3:42  |
| 5.  | Casablanca (Rags and Riches) |                   | 4:53  |
| 6.  | Don't Be Angry (Live)        | Nappy Brown       | 2:33  |
| 7.  | Ben E. Wriggle               |                   | 3:50  |
| 8.  | Runaway                      |                   | 3:11  |
| 9.  | Never Will Change            |                   | 3:06  |
| 10. | Only Funkin                  |                   | 3:37  |
| 11. | End of the World             |                   | 3:00  |
| 12. | Gherkin                      |                   | 4:40  |

| 13. | Armchair Disco                             | 3:12 |
| 14. | Night Bus to Dalston (Vocal Version)       | 2:14 |
| 15. | Buona Sera                                 | 2:50 |
| 16. | The New One                                | 1:05 |
| 17. | No Respect                                 | 1:58 |
| 18. | Walking in the Sunshine (Extended Version) | 5:33 |

## Formation
- Buster Bloodvessel – Chant
- Louis 'Alphonso' Cook – Guitare
- David Farren – Basse & Contrebasse
- Martin Stewart – Clavier & Cornemuse
- Brian Tuitt – Batterie & Percussion
- Chris Kane – Saxophone & Tin whistle
- Andrew Marson – Saxophone
- Paul "Gus" Hyman – Trompette
- Winston Bazoomies – Harmonica
- Roger Lomas – Production
- Ted Sharp – Ingénieur
- Recorded & Mixed at Rockfield Studios, Monmouth, Wales